# Каляев, Иван Платонович
Ива́н Плато́нович Каля́ев (24 июня [6 июля] 1877, Варшава — 10 [23] мая 1905, Шлиссельбургская крепость, Российская империя) — российский революционер, эсер, поэт. Наиболее известен как участник боевой организации эсеров и убийца Великого Князя Сергея Александровича, после которого он был осуждён и казнён через повешение.

## Биография

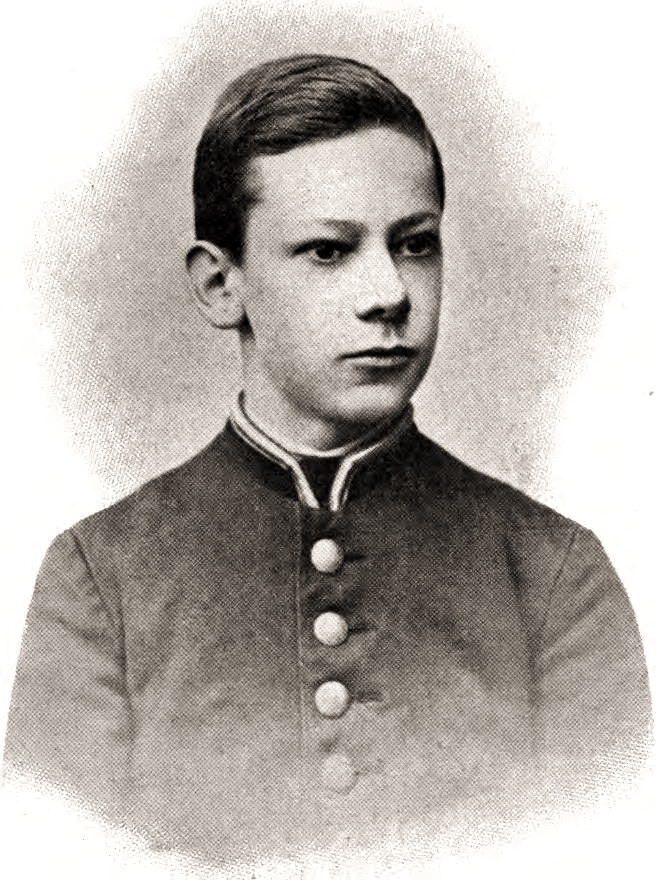
Каляев в 18-летнем возрасте

Родился в Варшаве в многодетной семье отставного полицейского (околоточного надзирателя) Платона Каляева и Софии Каляевой (урождённой Пиотровской), дочери разорившегося шляхтича. Детство Ивана прошло в предместье Варшавы. В десять лет он поступил в варшавскую Первую Образцовую Апухтинскую гимназию, в аттестате зрелости поровну троек и четвёрок, а единственная пятёрка — по предмету «Закон Божий». В гимназии Каляев подружился с учившимся там же Борисом Савинковым, ставшим впоследствии руководителем Боевой организации партии эсеров.
В 1897—1899 годах студент Императорских Московского и Петербургского университетов.
С 1898 года член Петербургского «Союза борьбы за освобождение рабочего класса». За участие в 1899 в организационном комитете студенческой забастовки был выслан в Екатеринослав, где также состоит в местной социал-демократической организации. Его членство в социал-демократических организациях было формальным: нет никаких указаний на его активную деятельность ни в Петербурге, ни в Екатеринославе. Пытаясь восстановиться в университете, неоднократно обращался к местным и центральным властям, однако все его прошения были отклонены.
После отбытия ссылки ему также не позволили восстановиться в университете. 2 февраля 1902 года из Варшавы поехал учиться за границу во Львов, находившийся в то время на территории Австро-Венгрии, но 2 августа того же года был задержан на германо-австрийской границе с грузом нелегальных русских изданий. Был неофициальным путём выдан российским властям и, несмотря на заключение министерства юстиции Российской империи об отсутствии в действиях Каляева состава преступления, после двухмесячного заключения в Варшаве выслан в Ярославль, работал в газете «Северный край», где печатались Николай Бердяев, Борис Савинков, Алексей Ремизов, Павел Щёголев, Анатолий Луначарский и другие, которые отбывали ссылку в Вологде, а последний в Тотьме, переписывался с Валерием Брюсовым
Осенью 1903 года был выявлен полицией во Львове, что может указывать на то, что он всё ещё надеялся на восстановление в университете и продолжение образования.

### Террорист
16 декабря 1903 года выехал в Женеву, где вступил в Боевую организацию эсеров. Летом 1904 года в Петербурге участвовал в покушении на министра внутренних дел Вячеслава Плеве.
Осенью 1904 года было решено организовать покушение на Великого князя Сергея Александровича, дядю императора Николая II, бывшего московского генерал-губернатора и командующего Московским военным округом. Великий князь считался главой дворцовой закулисы и «серым кардиналом» империи и был одним из тех, кто настоял на вооружённом разгоне шествия 9 января 1905 года в Петербурге.

#### Покушение на Великого князя Сергия Александровича
2 февраля 1905 года Каляев не бросил бомбу в карету, потому что увидел, что рядом с Великим князем сидят его жена и малолетние племянники. Фраза Каляева о том, что в случае решения организации он бросит бомбу в карету, не считаясь с тем, кто в ней будет находиться, была продиктована необходимостью отдать должное партийной дисциплине; Каляев хорошо понимал, что решение убить всю великокняжескую семью организацией принято никогда не будет.

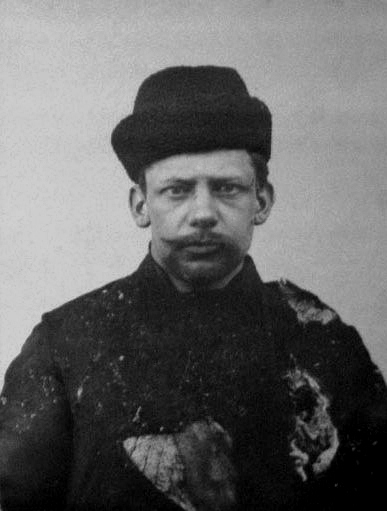
Иван Каляев. Фотография сделана сразу после теракта
«Вся поддёвка моя была истыкана кусками дерева, висели клочья, и она вся обгорела. С лица обильно лилась кровь, и я понял, что мне не уйти, хотя было несколько долгих мгновений, когда никого не было вокруг.»

4 февраля 1905 года в Москве, на территории Кремля, он бомбой убил Великого князя Сергея Александровича и был задержан полицией.
Эсеры использовали убийство великого князя для развёртывания широкой агитационной кампании.

#### Задержание и суд
7 февраля 1905 года директор Департамента полиции Алексей Лопухин по инициативе вдовы великого князя Елизаветы Фёдоровны организовал её встречу с Каляевым. Великая княгиня в тюрьме передала ему прощение от имени Сергея Александровича, оставила ему Евангелие. Более того, она подала прошение императору Николаю II о помиловании террориста, но оно не было удовлетворено. Содержание разговора Лопухину стало известно в тот же вечер, и описание визита великой княгини было через Российское телеграфное агентство передано в газеты, причем сообщалось, что Каляев упал на колени, объявил себя верующим и раскаялся.
Узнав о том, что его встреча с великой княгиней получила тенденциозное освещение в прессе, Каляев попросил о повторной встрече, но великая княгиня отказалась. После этого Каляев вернул великой княгине подаренную ей иконку и демонстративно отказался от соблюдения поста, не желая, чтобы его считали кающимся грешником. Сам Каляев так оценивал это посещение: «Правительство решило не только убить меня, но и скомпрометировать… показать, что революционер, отнявший жизнь у другого человека, сам боится смерти и готов… [любой ценой] купить себе дарование жизни и смягчение наказания. Именно с этой целью Департамент Полиции подослал ко мне вдову убитого».
Следствие было практически безрезультатным: выявить сообщников Каляева не удалось; более того, его личность была установлена лишь полтора месяца спустя после задержания.
На суде в Москве, в Особом присутствии Правительствующего сената адвокатами у Каляева были Владимир Жданов и Михаил Мандельштам. 5 апреля 1905 года Каляев произнёс речь.
Я — не подсудимый перед вами, я — ваш пленник. Мы — две воюющие стороны. Вы — представители императорского правительства, наёмные слуги капитала и насилия. Я — один из народных мстителей, социалист и революционер. Нас разделяют горы трупов, сотни тысяч разбитых человеческих существований и целое море крови и слёз, разлившееся по всей стране потоками ужаса и возмущения. Вы объявили войну народу, мы приняли вызов!
Суд, который меня судит, не может считаться действительным, ибо судьи являются представителями того правительства, против которого борется партия социалистов-революционеров.
Каляев, чтобы иметь возможность ещё раз защищать дело своей партии, подавал кассационную жалобу, протест этот был отклонён Сенатом. Департамент полиции продолжал кампанию по дискредитации Каляева и направил в зал заседаний подсадную публику.
Император Николай II, узнав, что кассационная жалоба отклонена, дал секретное указание директору Департамента полиции Сергею Коваленскому добиться у Каляева прошения о помиловании. Тот командировал в Шлиссельбургскую крепость товарища прокурора Санкт-Петербургского суда Фёдорова, с которым Каляев был знаком по Московскому университету, но Фёдоров не смог убедить Каляева обратиться с прошением о помиловании.
В день казни в Шлиссельбургскую крепость поступила телеграмма — выяснить, не подаст ли Каляев прошения на Высочайшее имя о помиловании. Комендант около часа уговаривал Каляева написать такое прошение, но тот отказывался. После этого поступила вторая телеграмма от Великой Княгини Елизаветы Федоровны, которая настаивала, чтобы прошение было написано, и ручалась, что оно будет удовлетворено. Комендант не захотел второй раз идти к Каляеву, и отправил к нему ротмистра В. В. Парфенова, которому Каляев ответил:
«Вы поймите меня. Всю свою жизнь и душу я посвятил служению революционному делу, мой террористический акт был результатом этой работы <…> Вы мне предлагаете подать прошение о помиловании, то есть попросить прощение за содеянное, то есть раскаяться. На мой взгляд, этим актом я уничтожу весь смысл моего террористического выступления и обращу его из идейного в обыкновенное уголовное убийство, а потому бросим всякий разговор о помиловании».
Протоиерей тюремного шлиссельбургского Иоанно-Предтеченского собора Иоанн Флоринский рассказывал:

Я никогда не видел человека, шедшего на смерть с таким спокойствием и смирением истинного христианина. Когда я ему сказал, что через два часа он будет казнён, он мне совершенно спокойно ответил: «Я вполне готов к смерти; я не нуждаюсь в ваших таинствах и молитвах. Я верю в существование Святого Духа, Он всегда со мной, и я умру сопровождаемый Им. Но если вы порядочный человек и если у вас есть сострадание ко мне, давайте просто поговорим как друзья». И он обнял меня!
23 мая 1905 года Каляев был казнён через повешение в Шлиссельбургской крепости.

## Влияние личности Каляева на современную культуру
Личность Каляева и обстоятельства убийства великого князя Сергея Александровича легли в основу повести «Конь бледный», написанной одним из организаторов убийства — Б. В. Савинковым. К этому сюжету обращались также такие писатели, как Л. Н. Андреев («Губернатор»), М. П. Арцыбашев («Так слагается жизнь»), А. А. Блок («Возмездие»), Зинаида Гиппиус («Был и такой»), Максим Горький («Жизнь Клима Самгина»), Александр Грин («Марат»), философ А. Камю («Праведники»), А. И. Куприн («Мой паспорт»), М. М. Пришвин («Дом имени Каляева»), А. М. Ремизов («Иван Купал» и «Трагедия об Иуде»), Б. Л. Пастернак («1905 год»), Юлиан Семёнов («Горение. Роман-хроника о Ф. Э. Дзержинском»), Ю. М. Нагибин («Безлюбый»), Б. Л. Васильев («Утоли моя печали»), Ю. В. Давыдов («Этот миндальный запах…»).
Личностью И. П. Каляева очень интересовался Л. Н. Толстой, который обсуждал со своими гостями публикации о его казни и советовал художнику И. Е. Репину написать картину на тему встречи великой княгини и Каляева в тюрьме.
В 1924 году художником Н. И. Струнниковым была написана картина «Покушение И. П. Каляева на великого князя Сергея Александровича 4 (17) февраля 1905 г.» В 1926 году картина «И. П. Каляев бросает бомбу в карету великого князя Сергея Александровича в Москве в 1905 году» была написана учеником И. Е. Репина — В. С. Сварогом. В том же году Б. Л. Пастернак долго колебался и не мог решить, кому посвятить свою поэму о 1905 годе — Ивану Каляеву или лейтенанту П. П. Шмидту — и несмотря на критику М. Цветаевой и В. Маяковского, Пастернак все же выбрал Шмидта, так как ему не импонировала решимость Каляева и его убеждённость в собственной правоте.
Одним из памятников, поставленных по т. н. Ленинскому плану монументальной пропаганды, был памятник И. П. Каляеву, открытый 7 ноября 1918 года у входа в Александровский сад (скульптор Б. В. Лавров).
Именем И. П. Каляева были названы московский Народный дом, улицы в нескольких городах бывшего СССР (см. Улица Каляева). В постсоветское время часть этих названий была изменена.
Александр Дугин в 1996 году написал эссе «Мне кажется, что губернатор все ещё жив».
В 2012 году любительский фильм «Иван Каляев» снял польский музыкант и поэт Владислав Дворжак.

## Киновоплощения
- «Особых примет нет» (1978) — А. Ростоцкий[30]
- «Исчадие ада» (1991) — В. Конкин[31]
- «Николай Подвойский (страницы жизни)» (1987) — А. Ростоцкий
- «Империя под ударом» (2000) — Н. Татаренков
- «Всадник по имени Смерть» (2004) — Артём Семакин
- «Столыпин… Невыученные уроки» (2006) — Андрей Аршинников

## Поэзия
С поэтическим наследием И. П. Каляева был хорошо знаком Александр Блок: некоторые исследователи его творчества считают, что поэма Блока «Возмездие» написана под впечатлением стихотворений Каляева, как бы продолжает их.
Часть стихотворений И. П. Каляева опубликована его товарищами по партии (недоступная ссылка с 01-05-2017 [3015 дней]).